# Bandish Projekt
Bandish Projekt es un grupo musical de la India, que fusiona los géneros musicales de elementos indígenas, en un formato de la música electrónica. El nombre de la banda deriva "Bandish Projekt" de "Bandish", una composición clásica de la India y "Projekt", que refleja el carácter experimental y evolutivo de la esencia musical. Bandish Projekt fue formada en 1998 por Mayur Narvekar, Udyan Sagar y Mehirr Nath Choppra. Narvekar colabora regularmente con productores y músicos en sus discos, Sagar realiza como compositor y Choppra es un emprendedor en los medios de comunicación, radicado en Dubái, donde opera las estaciones de radio y apoya a Bandish Projekt, como también al sello discográfico "Bheja Fry Records" como mentor.

## Discografía
| Año  | Álbum                  | Artista                   | Etiqueta               |
| ---- | ---------------------- | ------------------------- | ---------------------- |
| 2014 | Connekt                | Bandish Projekt           | Bheja fry Records      |
| 2013 | Alchemy (EP)           | Bandish Projekt           | Bheja fry Records      |
| 2012 | Correkt Remixed        | Bandish Projekt           | Folk Tronic Sony music |
| 2012 | I am Not Alone (EP)    | Bandish Projekt           | Folk Tronic Sony music |
| 2011 | Lover                  | Bandish Projekt & Shaa’ir | Generation Bass        |
| 2011 | Chase (EP)             | Bandish Projekt           | Generation Bass        |
| 2010 | Brown Skin Beauty (EP) | Bandish Projekt           | Bheja Fry Records      |
| 2009 | Correkt                | Bandish Projekt           | Bheja Fry Records      |

- Datos: Q4854618